# Platypalpus nitens
Platypalpus nitens är en tvåvingeart som beskrevs av Axel Leonard Melander 1927. Platypalpus nitens ingår i släktet Platypalpus och familjen puckeldansflugor.
Artens utbredningsområde är Maryland. Inga underarter finns listade i Catalogue of Life.